# Tsugouharu Foujita
Tsuguharu-Léonard Foujita (japánul:. 藤田 嗣治, Fudzsita Cuguharu; Tokió, 1886. november 27. – Zürich, 1968. január 29.) japán származású francia festő és grafikus, az École de Paris tagja.

## Élete, munkássága

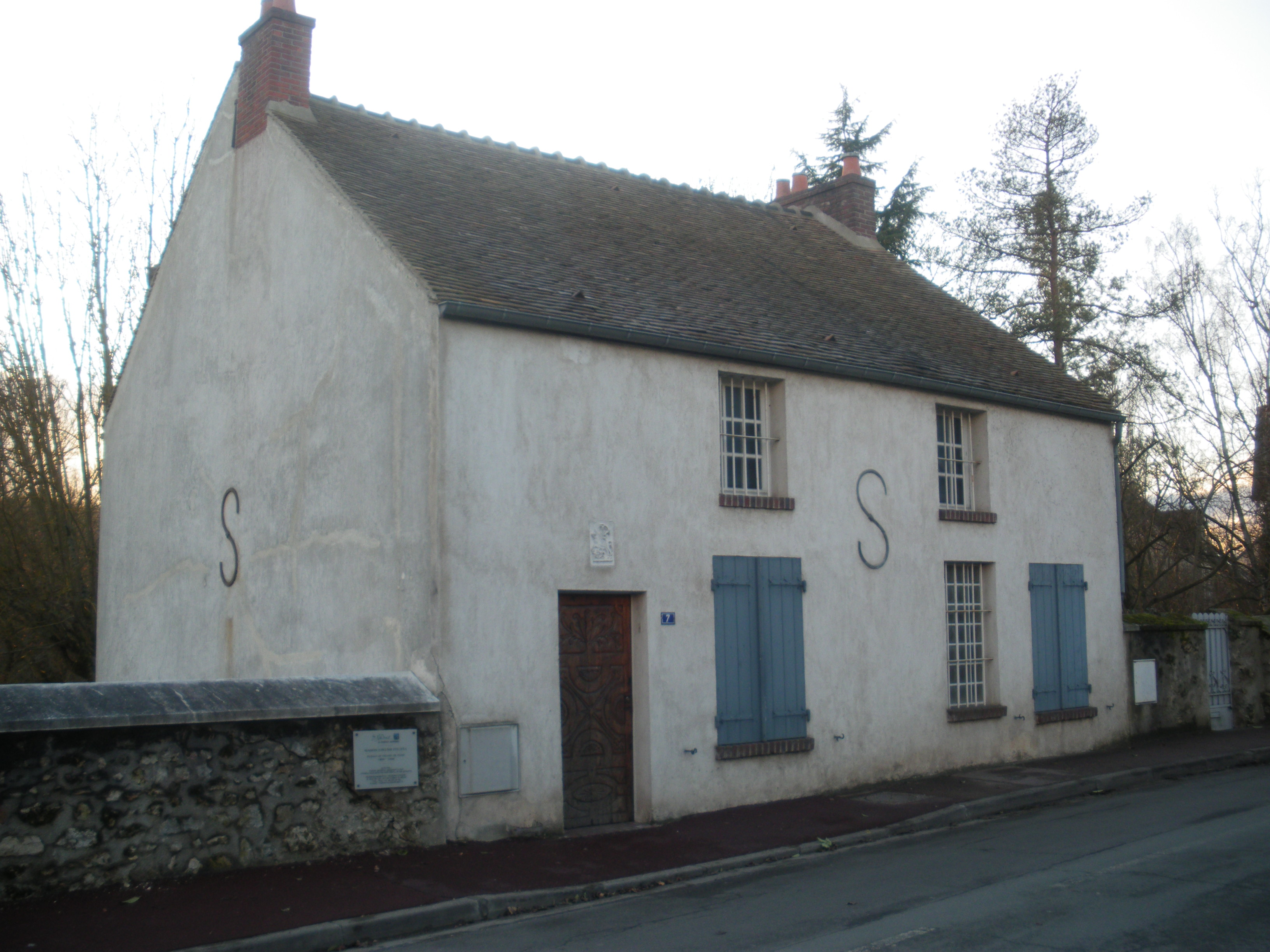
Tsugouharu Foujita otthona és műhelye élete végén, ma múzeum (Villiers-Le-Bacle, Essonne)

A japán császári hadsereg egyik orvosának fiaként látta meg a napvilágot, tanulmányai előtt nem volt akadály, képzőművészeti diplomát szerzett a tokiói művészeti akadémián, 1910-ben. 1913-ban Párizsba utazott, ott a Montparnasse-on összeismerkedett a Franciaországban élő modern festőkkel, köztük volt Amedeo Modigliani, Jules Pascin, Chaim Soutine, Fernand Léger, Juan Gris, Pablo Picasso és Henri Matisse.
Párizsban a japán és az európai hagyományokat egyesítette festészetében és könyvillusztrációiban, nagyon hamar igen nagy sikere volt. Aktokat, csendéleteket, portrékat festett, európaias festményein is érvényre jutott a japán kalligráfia stilizáltsága. Egzotikus, dekoratív képei nagy sikereket arattak anyagilag is, de maga is sokat tett azért, hogy boldoguljon.
1917-ben nősült meg először, s Dél-Franciaországba utazott feleségével, barátjával, Amedeo Modiglianival és annak barátnőjével. Léopold Zborowski lengyel költő és műkereskedő ötlete volt ez az út, úgy gondolta, hogy a két festő képeit majd eladják a turistáknak, ez a terv nem sikerült, még csomagjaikat is elkobozták.
Az aktmodelleket meleg vízzel töltött káddal csalogatta magához a montparnasse-i stúdiójába, ez elég botrányos volt, viszont annál nagyobb szenzációt arattak aktképei az 1922-es párizsi Őszi tárlaton, és sok pénzt hoztak a festőnek. Anyagilag is sikeres volt hölgyekről és macskákról készített albumával is az első világháború után. Kortárs művészettörténészek értesülései szerint képeit, albumait valósággal szétkapkodták a két világháború közti időszakban.
Később, 1931-ben új szerelmével Brazíliába, majd Argentínába utazott. Buenos Airesben nagy sikere volt képeivel, sorban álltak a rajongók, hogy adjon nekik autogramot. 1933-ban hazalátogatott Tokióba, ott mint híres festőt, nagy örömmel fogadták.
Visszament Párizsba, de azt 1940-ben, a németek bevonulásakor el kellett hagynia, hazautazott, s hadi festőként működött. A második világháború után megint visszatért Párizsba, de 1949-ben el kellett hagynia Franciaországot II. világháborús szerepe miatt. Az 1950-es években visszatért, 1955-ben megkapta a francia állampolgárságot.
Áttért a katolikus vallásra, Leonardo da Vincire emlékezve (mivel ő is Franciaországban halt meg) felvette a keresztségben a Léonard nevet. Az Île-de-France-ban, azaz a párizsi régióban telepedett meg, Villers-Le-Bacle nevű helységben volt otthona és stúdiója. Utolsó munkája a reimsi kápolna kifestése, díszítése. Zürichben halt meg rákbetegségben, de Franciaországban temették el.

## Művészete
A Párizsi iskola tipikus képviselője, aki a hazai hagyományokat és az európai avantgárd stílusokat egyesítette, s ezzel szinte az egész világon egyből sikere volt. A II. világháború nagy megpróbáltatást jelentett a pacifista festőnek, s még a befogadó hazának, Franciaországnak is. A teljes művészeti alkotói szabadsága, és egyáltalán mozgásszabadsága végére sokáig pontot tett a második világháború és annak következményei.

## Főbb műveiből

### Avantgárd stílusban
- Fekvő akt (1922)
- Önarckép a stúdióban (1926)
- Montparnasse-i szalon (1928; Párizs, Petit Palais)
- A Saint-Germain-des-Pres kávézója (1958)
- Lány rózsaszínben

### Szakrális műveiből (Reims)
- Kis Jézus mögötte a kereszttel[5] (kőszobor a reimsi kápolna előtt)
- Az újszülött Jézus imádása (freskó)
- Mária a trónuson a gyermek Jézussal (freskó)
- A nehéz kereszt terhe alatt Jézus elesik (freskó)
- A keresztre feszített Jézus és a két lator (freskó)

## Díjak, elismerések
- A Becsületrend lovagja (1925)
- A Becsületrend tisztje (1957)